# Горна Германия
Горна Германия (на латински: Germania Superior) е наречена така, защото се намира над Долна Германия, друга провинция на Римската империя. Заема територии от днешна западна Швейцария, френските Юра и Елзас и части от югоизточна Германия. Горна Германия е външна и гранична провинция, обхващаща среден Рейн с Limes Germanicus и алпийската провинция Реция на североизток.
Документални и археологически данни са налице за следните римски укрепени селища в Горна Германия:
- Провинция Горна Германия в червено
- Рейнски лимес, 40 г.
- Езическата стена, Висбаден